# Mathabela Sandanzwe
Mathabela Sandanzwe (ur. 9 września 1989) – suazyjski piłkarz grający na pozycji bramkarza. Od 2016 jest zawodnikiem klubu Mbabane Swallows.

## Kariera klubowa
Od 2016 roku Sandanzwe jest zawodnikiem klubu Mbabane Swallows. W sezonach 2016/2017 i 2017/2018 został z nim mistrzem, a w sezonie 2019/2020 wicemistrzem kraju.

## Kariera reprezentacyjna
W reprezentacji Eswatini Sandanzwe zadebiutował 19 kwietnia 2018 roku w wygranym 1:0 towarzyskim meczu z Namibią, rozegranym w Manzini.